# Île aux Bénitiers
Île aux Bénitiers är en ö i Mauritius.   Den ligger i distriktet Black River, i den västra delen av landet, 30 km sydväst om huvudstaden Port Louis.